# Idaea marialudovicata
Idaea marialudovicata là một loài bướm đêm trong họ Geometridae.